# Sale (Włochy)
Sale – miejscowość i gmina we Włoszech, w regionie Piemont, w prowincji Alessandria.
Według danych na styczeń 2010 gminę zamieszkiwało 4286 osób przy gęstości zaludnienia 95,8 os./1 km².